# Peskovci
Peskovci este o localitate din comuna Gornji Petrovci, Slovenia, cu o populație de 93 de locuitori.